# 2022年金砖国家峰会
2022年金砖国家峰会又称金砖国家领导人第十四次会晤，是第十四届金砖国家年度峰会，由巴西、俄罗斯、印度、中华人民共和国和南非五个成员国的国家元首或政府首脑出席。此次会议是继2011年和2017年后，中国第三次主办金砖国家峰会。峰会以视频形式举行。

## 与会领导人

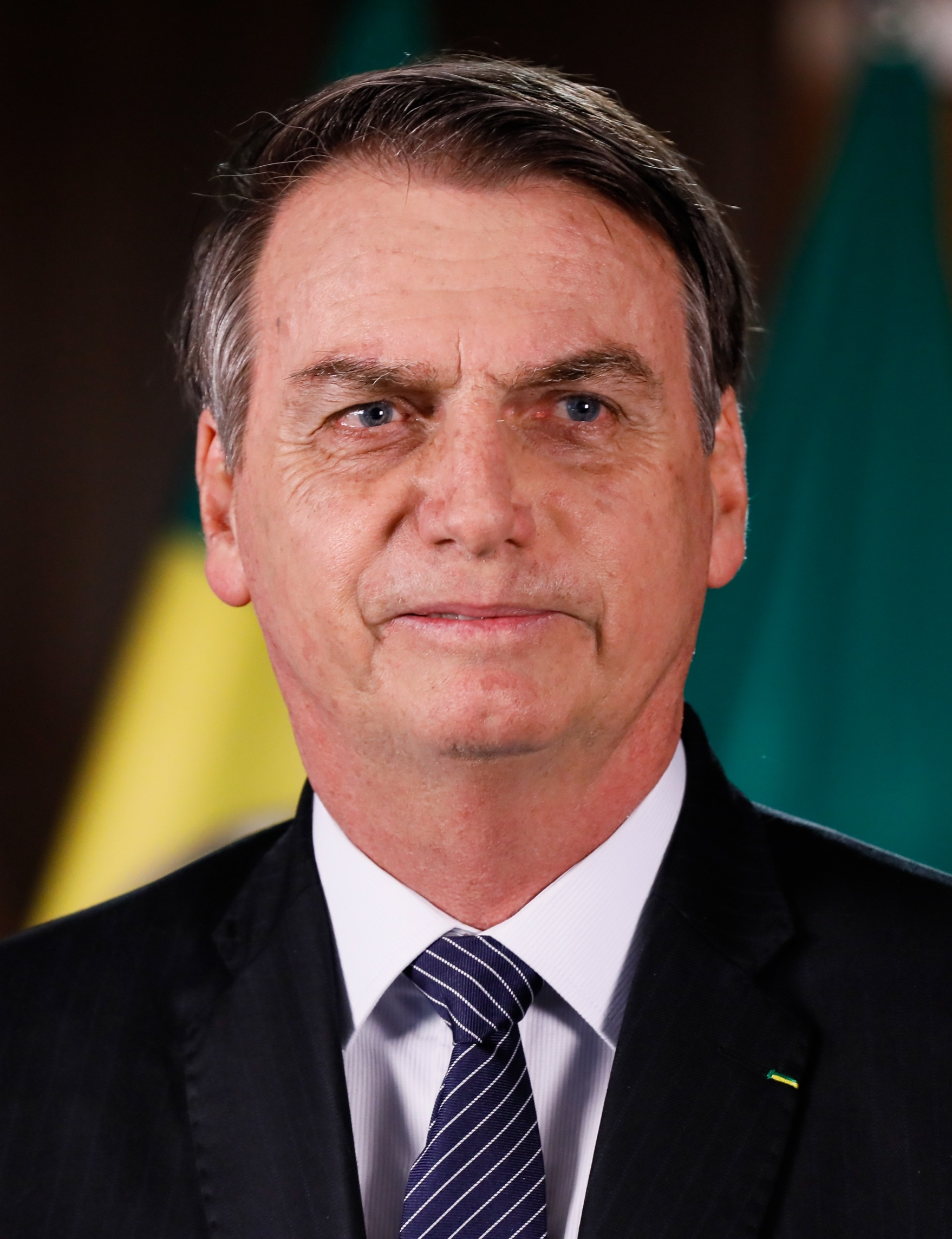
BRA总统 雅伊爾·博索納羅
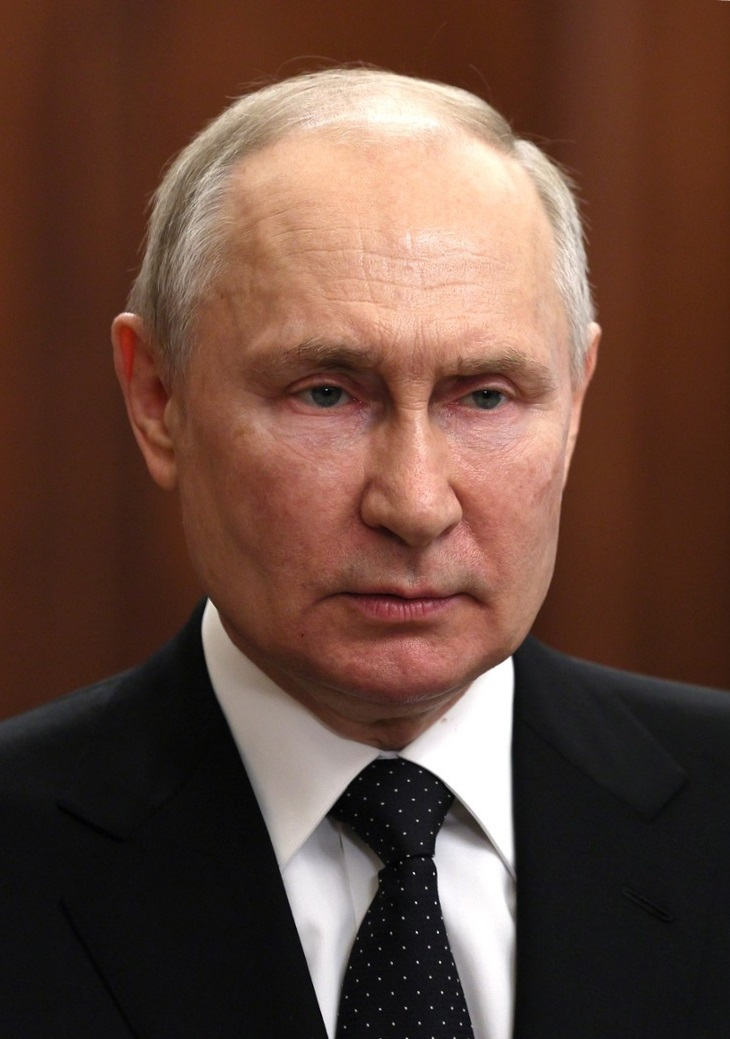
RUS总统 弗拉基米尔·普京
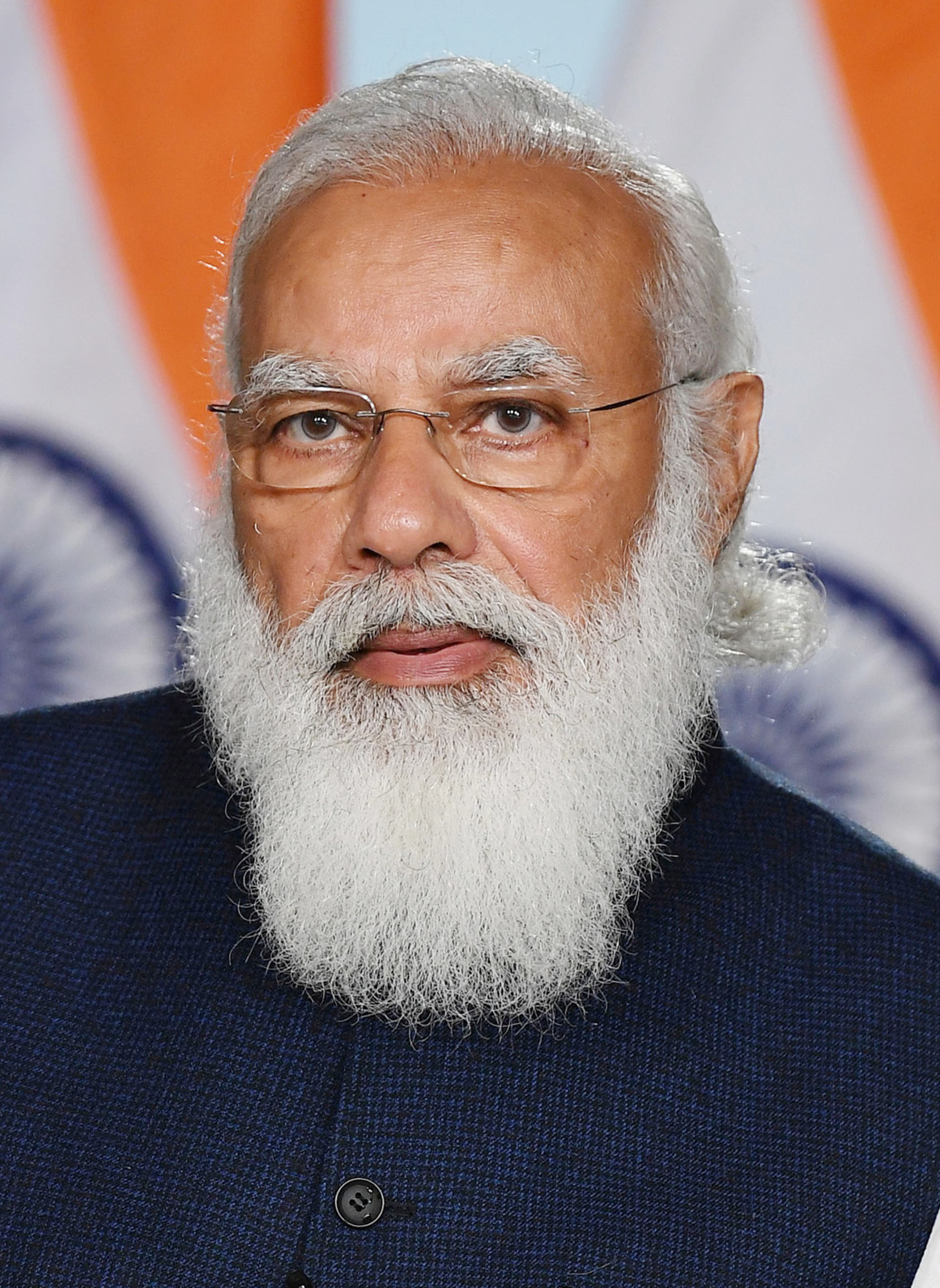
IND总理 纳伦德拉·莫迪
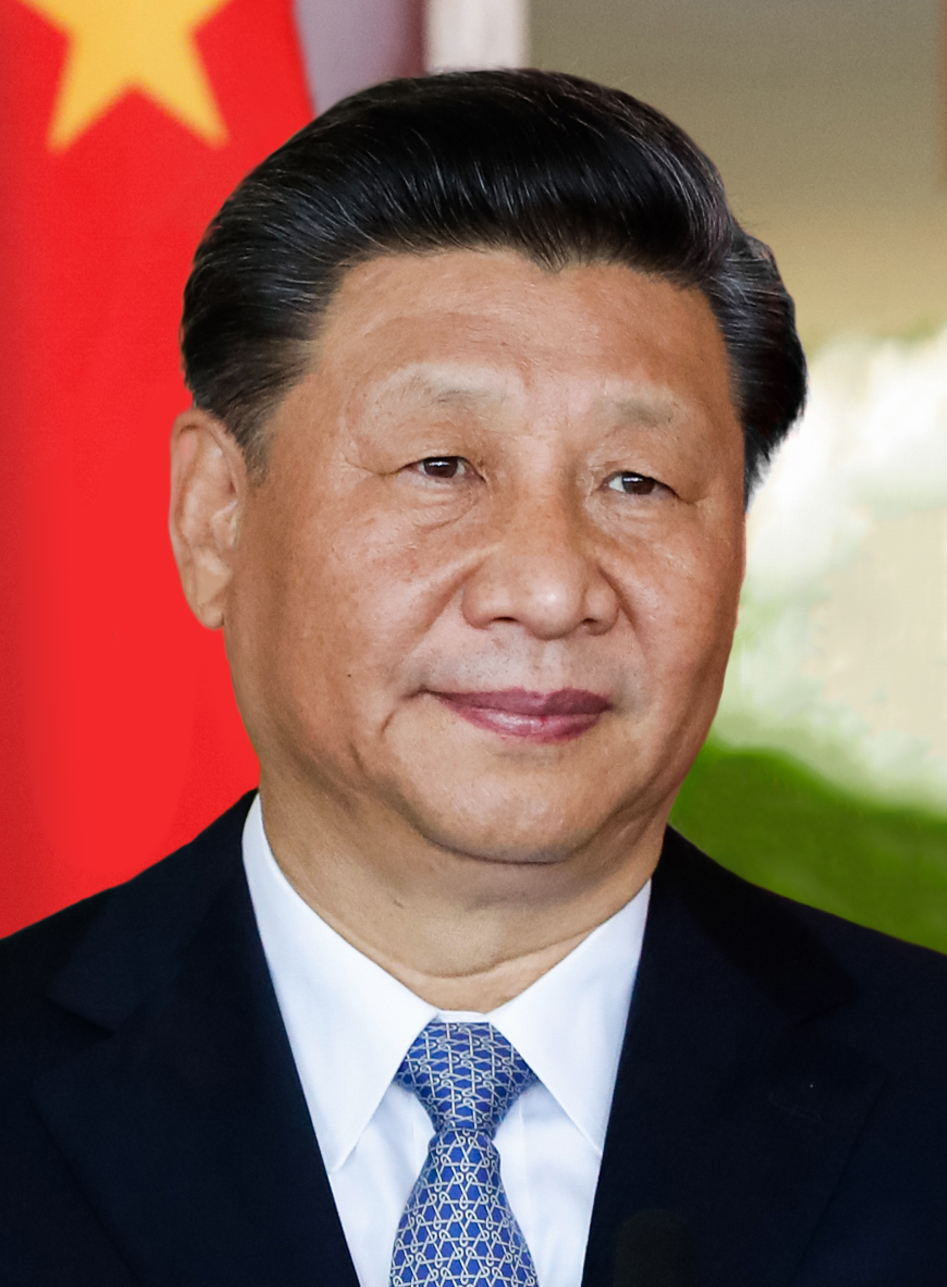
PRC中共中央总书记兼国家主席 习近平（主办方）
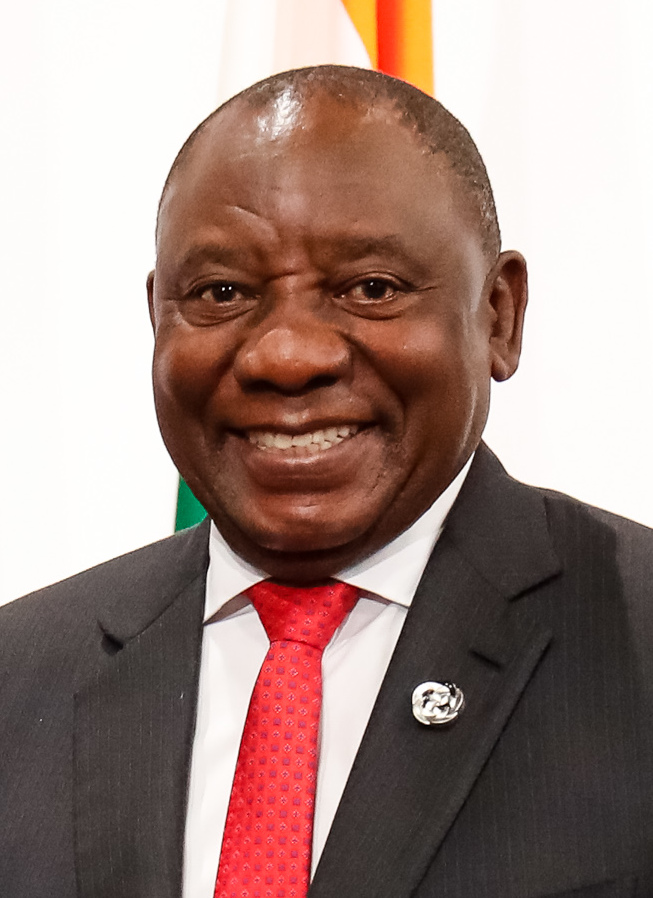
SAF总统 西里爾·拉馬福薩

- 巴西总统
雅伊爾·博索納羅
- 俄羅斯总统
弗拉基米尔·普京
- 印度总理
纳伦德拉·莫迪
- 中华人民共和国中共中央总书记兼国家主席
习近平（主办方）
- 南非总统
西里爾·拉馬福薩